# 미야가와 후미코
미야가와 후미코(일본어: 宮川 富美子 みやがわ ふみこ[*](궁천 부미자), 개명(改名) 이전의 이름은 오쓰키 후미코(大月 富美子(대월 부미자)), 1906년 5월 12일~1990년 5월 6일)는 중화민국(中華民國) 초대 대통령을 지낸 쑨원(孫文)과 그의 3번째 측실(側室)이었던 오쓰키 가오루(大月 熏) 사이에서 출생한 일본(日本) 여성이자 개신교도 이탈자 출신의 불교 신자이며 환속인이었다.

## 생애

### 일생
미야가와 후미코는 1906년 5월 12일 일본 가나가와현 요코하마에서 아버지 쑨원(孫文)과 어머니 오쓰키 가오루(大月 薰)의 사이에서 출생하였으나 그 해에 하와이 호놀룰루로 전격 재망명을 떠나게 된 아버지 쑨원으로부터 어머니와 함께 퇴출되었다. 그 후에는 그녀의 어머니 오쓰키 가오루가 모두 일본(日本) 출신 남성과 2번을 연이어 정식으로 결혼(오쓰키 가오루가 1번째 남편과 결혼했으나 나중에 이혼, 2번째 남편과 결혼 후 일생 동안 결혼 생활 유지.)하였고 이후에는 어머니 오쓰키 가오루의 1번째 前 정식 남편 미야가와 우메요시(宫川梅吉)에게 양녀 입적되었으며 어머니 오쓰키 가오루가 정식 2번째 남편과의 사이에서는 아들 하나를 낳았고 오쓰키 가오루는 1970년 12월 21일을 기하여 일본 도쿄에서 향년 82세로 별세하였다.

### 결혼 이후 자유중화민국 타이완 이주
일본 여성이었지만 중국어에도 능통하였던 그녀는 1927년 일본 남성 오자와 요시지(大澤吉次)와 결혼하였고 그와의 사이에서 2남을 두었으며 한때 일본 열도와 중화민국 대륙 본토 양국의 정국 혼란 관련 사태가 고조 및 야기될 시기였던 1946년에서부터 이듬해 1947년까지 부군, 그리고 2남과 함께 잠시 1년간 중화민국 허베이성 톈진에도 잠시 거주한 전력이 있는 그녀는 1947년 일본에 귀국한 이후 부군, 그리고 두 아들과 함께 일본 도쿄에 4년간 거주하다가 1951년에 남편과 두 아들을 비롯한 일가족을 데리고 자유중화민국 타이완 타이베이로 이주하여 일본인 개신교도로서 중국국민당을 지지하였다. 그러나 훗날 개신교를 이탈하고 자유중화민국 타이완 수도 타이베이에서 불교 비구니로 출가하였고 후일 환속하였다.

### 사망
1989년 8월 26일을 기하여 두 아들 일족들과 함께 타이완 타이베이를 떠나 일본에 귀국한 그녀는 일본 홋카이도 지역 삿포로에서 와병으로 요양하였으며 1년 후 1990년 5월 6일을 기하여 일본 삿포로에서 향년 84세로 별세하였다.